# 무사 (신화)
무사(고대 그리스어: Μουσα, 복수 Μουσαι 무사이[*]) 또는 영어로 뮤즈(영어: Muse)는 그리스 신화에 등장하는 음악과 시를 관장하는 아홉 명의 여신이다. 예술가들의 예술 활동에 영감을 주고 무사이 여신 자신들을 통해서 공연과 창조의 과정을 생각해낼 수 있도록 돕는 역할을 한다. 본래는 그 수가 세 명이었으나 일곱 명으로 늘어나서 후에는 시인 헤시오도스의 《신들의 계보》에서 제우스와 기억의 여신 므네모시네 사이에서 태어난 아홉 명의 여신들로 생각되었다. 아홉 자매는 기억을 통해 올림포스와 인간계의 음악과 시를 담당한다. 출생에 대해서 다른 문헌에서는 우라노스와 가이아의 딸, 혹은 하르모니아의 딸이라고도 한다. 각각이 담당하는 학예의 분야는 로마 시대 후기에 확립되었다. 파르나소스 산과 헬리콘산이 무사이 여신들의 거처였으며, 학예의 신 아폴로가 그들의 선도자가 되었다. 특히 헬리콘산에는 말의 샘이라는 뜻의 히포크레네라는 우물이 있었는데, 이 우물은 무사들이 아테나로부터 선물 받은 페가소스가 걷어찬 땅에서 솟았다고 한다. 무사이 여신들은 올림포스 산에서 연회가 열릴 때마다 아폴론이 연주하는 수금에 맞추어 노래를 불렀다.
무사들은 아폴로와 마르시아스의 시합의 심판관이 되어주기도 하였는데, 자신의 노래 실력을 뽐내며 자만하던 타미리스와 겨루어 이기자 그 대가로 그의 눈을 멀게 하고 노래 실력을 빼앗아 버렸다. 또, 무사 중 하나인 칼리오페의 아들 오르페우스가 몸이 찢겨 죽자 그의 몸 조각들을 모아 레이베트라에 묻어주고 그의 리라를 별자리로 만들어 주었다.

그리스의 여러 고대 서사시에서 무사들은 이야기의 발단을 노래하거나 화자가 되어 작품의 서술을 주도하기도 하였다. 가령 호메로스의 일리아드는 다음과 같이 시작한다. 
| “ | 노래하소서 여신이여, 펠레우스의 아들 아킬레우스의 분노를… | ” |

여기에서 여신(고대 그리스어: θεά, Thea)은 무사를 가리킨다.

## 무사이
- 멜포메네(Melpomene, 노래)

비극의 무사
- 에라토(Erato, 사랑스러움)

독창의 무사
- 에우테르페(Euterpe, 기쁨)

서정시의 무사
- 우라니아(Urania, 하늘)

천문의 무사

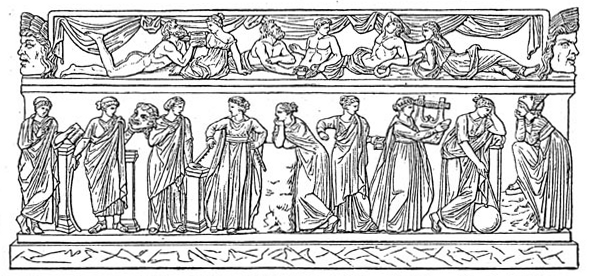
왼쪽부터 차례대로 칼리오페, 탈리아, 텔프시코레, 에우테르페, 폴리힘니아, 클레이오, 에라토, 우라니아, 멜포메네.

- 칼리오페(Kalliope, 아름다운 음성)

서사시의 무사
- 클레이오(Kleio, 명성)

역사의 무사
- 탈리아(Thalia, 풍요와 환성)

희극의 무사
- 테르프시코레(Terpsichore, 춤의 기쁨)

합창, 가무의 무사
- 폴리힘니아(Polyhymnia, 많은 노래)

찬가의 무사

## 같이 보기
- 압사라
- 영감 (감정)
- 사라스바티